# Brachistosternus ehrenbergii
Espèce
Synonymes
- Scorpio ehrenbergii Gervais, 1841
- Scorpio glaber Gervais, 1841
- Telegonus politus L. Koch, 1867

Brachistosternus ehrenbergii est une espèce de scorpions de la famille des Bothriuridae.

## Distribution
Cette espèce se rencontre au Pérou dans les régions de Lima, d'Ica, d'Arequipa, de Moquegua et de Tacna et au Chili dans les régions de Tarapacá et d'Arica et Parinacota.

## Description
Le mâle décrit par  en mesure 79,5 mm et la femelle 70,9 mm, les mâles mesurent de 60,2 à 89,3 mm et les femelles jusqu'à 93,7 mm.

## Étymologie
Cette espèce est nommée en l'honneur de Christian Gottfried Ehrenberg.

## Publication originale
- Gervais, 1841 : Arachnides. Voyage autour du monde exécuté pendant les années 1836 et 1837 sur la corvette La Bonite, commandée par M. Vaillant. Publié par ordre du roi sous les auspices du Département de la Marine. Zoologie. Aptères. Paris, Arthus Bertrand, p. 281–285.